# PAGE1
PAGE1 (англ. PAGE family member 1) – білок, який кодується однойменним геном, розташованим у людей на короткому плечі X-хромосоми. Довжина поліпептидного ланцюга білка становить 146 амінокислот, а молекулярна маса — 16 150.
| 10         |  | 20         |  | 30         |  | 40         |  | 50         |
| ---------- |  | ---------- |  | ---------- |  | ---------- |  | ---------- |
| MGFLRRLIYR |  | RRPMIYVESS |  | EESSDEQPDE |  | VESPTQSQDS |  | TPAEEREDEG |
| ASAAQGQEPE |  | ADSQELVQPK |  | TGCELGDGPD |  | TKRVCLRNEE |  | QMKLPAEGPE |
| PEADSQEQVH |  | PKTGCERGDG |  | PDVQELGLPN |  | PEEVKTPEED |  | EGQSQP     |

A: Аланін

C: Цистеїн

D: Аспарагінова кислота

E: Глутамінова кислота

F: Фенілаланін

G: Гліцин

H: Гістидин

I: Ізолейцин

K: Лізин

L: Лейцин

M: Метіонін

N: Аспарагін

P: Пролін

Q: Глутамін

R: Аргінін

S: Серин

T: Треонін

V: Валін

Кодований геном білок за функцією належить до фосфопротеїнів. 